# 手五里穴
手五里穴（てのごりけつ）は、手の陽明大腸経に所属する13番目の経穴である。本来は「五里」といい、一般にもそう呼ばれているが、足の厥陰肝経に同名の経穴があるため、それと区別するために「手五里」と呼ばれている。

## 部位
左右の肘関節橈側で、曲池穴の上3寸に取穴する

## 名前の由来
手三里穴から5寸のところにあるので名づけられた。

## 効能
疼痛を抑えるツボと考えられ、頚部リンパ結核、吐血に効く。テニス肘、前腕神経痛、四肢の運動麻痺、上肢の神経痛、上肢麻痺にも使われる。